# Батерст, Бенджамин (1872)
Аллен Бенджамин Батерст (англ. Allen Benjamin Bathurst; 25 июня 1872 — 8 октября 1947) — британский политик, член Палаты общин от Консервативной партии. Подполковник.

## Биография
Третий сын в семье Аллена Батерста, 6-го графа Батерст и Мэриел Уоррен, дочери 2-го барона Табли.
Проходил военную службу в 4-м батальоне Глостерширского полка под командованием старшего брата Сеймура, а позже сам стал командиром 5-го батальона того же полка. Уволен в запас в звании подполковника.
В 1895 году был избран в Палату общин Великобритании по округу Сайренсестер. Заседал в парламенте до 1906 года, когда проиграл выборы оппоненту из Либеральной партии Уолтеру Эссексу, однако на выборах 1910 года Батерсту удалось взять реванш и он вернулся в парламент, где заседал вплоть до упразднения избирательного округа в 1918 году.

## Личная жизнь
Женился 22 апреля 1902 года на Огасте Руби Спенсер-Черчилль (1877—1971), внучке 6-го герцога Мальборо. У них был сын Питер (1903—1970) и двое внуков: Бенджамин (род. 1936) и Тимоти (1939—2009).